# Erastria natalensis
Erastria natalensis là một loài bướm đêm trong họ Geometridae.